# DDR-Oberliga 1962-1963
L'edizione 1962-1963 della DDR-Oberliga è stata il sedicesimo campionato di massimo livello in Germania Est.

## Formato
Per la stagione 1962-63 fu approntato l'ultimo cambiamento al formato della Oberliga, che rimarrà in seguito vigente fino all'ultima edizione: fu mantenuto lo stesso numero di squadre partecipanti con le ultime due a retrocedere in Liga, ma il numero di giornate da disputare viene ridotto a 26, con girone di andata e ritorno. Ciò comportò anche una modifica del periodo di svolgimento del torneo, la cui data di avvio sarebbe stata di lì in poi fissata a metà agosto.

## Avvenimenti
Il torneo, iniziato il 19 agosto 1962, rivelò subito le protagoniste per la lotta al titolo: già dopo due giornate solamente il Motor Jena, poteva vantare punteggio pieno, divenendo quindi la prima squadra del torneo ad assumere il comando solitario della classifica. Già alla successiva giornata gli uomini di Georg Buschner furono ripresi dall'Empor Rostock: le due squadre proseguirono appaiate per due giornate finché, vincendo con la Dinamo Dresda, gli anseatici assunsero il comando della classifica. Di lì in poi la squadra tentò la fuga inseguito dal Motor Jena e dai due club di Berlino (il Vorwärts e la Dinamo): dopo aver avuto la meglio negli scontri diretti, la squadra concluse il girone di andata con due punti di vantaggio sul Motor Jena e sette sui club di Berlino che nel frattempo avevano accusato un calo di rendimento che di fatto li escluse dalla lotta al titolo.
Rimasto unico avversario della capolista, il Motor Jena si rese protagonista nelle prime tre giornate del girone di ritorno di una lenta rimonta su di un Empor Rostock in calo (ottenne solo due punti dei sei disponibili grazie a due pareggi interni e una sconfitta), fino a prendere la testa della classifica alla diciottesima giornata. Di lì in poi il Motor Jena manterrà stabilmente il comando della graduatoria ipotecando il titolo vincendo lo scontro diretto a tre turni dal termine e assicurandoselo con una giornata di anticipo sconfiggendo in casa la Dinamo Berlino.
La lotta per non retrocedere coinvolse diverse squadre, tra cui anche la stessa Dinamo Berlino che nel girone di andata si era proposta come inseguitrice della capolista. Ad uscirne sconfitta fu la Dinamo Dresda, che occupò la penultima posizione per effetto del pareggio all'ultima giornata nello scontro diretto contro il Motor Karl-Marx-Stadt e delle vittorie delle altre concorrenti. Ad accompagnare la Dinamo Dresda in DDR-Liga fu l'Aktivist Brieske-Senftenberg che abbandonò definitivamente la Oberliga dopo aver totalizzato solo sette punti nel girone di ritorno che gli valsero la retrocessione anticipata.

## Classifica finale
|  |     | DDR-Oberliga 1962-63         | Pt | G  | V  | N  | P  | GF | GS | DR  |
|  | --- | ---------------------------- | -- | -- | -- | -- | -- | -- | -- | --- |
|  | 1.  | Motor Jena                   | 39 | 26 | 17 | 5  | 4  | 49 | 22 | +27 |
|  | 2.  | Empor Rostock                | 33 | 26 | 13 | 7  | 6  | 42 | 24 | +18 |
|  | 3.  | Vorwärts Berlino             | 31 | 26 | 11 | 9  | 6  | 41 | 34 | +7  |
|  | 4.  | Wismut Karl-Marx-Stadt       | 28 | 26 | 10 | 8  | 8  | 43 | 42 | +1  |
|  | 5.  | SC Lokomotive Lipsia         | 27 | 26 | 12 | 3  | 11 | 38 | 35 | +3  |
|  | 6.  | Chemie Halle                 | 25 | 26 | 9  | 7  | 10 | 38 | 40 | -2  |
|  | 7.  | Motor Zwickau                | 25 | 26 | 10 | 5  | 11 | 38 | 41 | -3  |
|  | 8.  | Turbine Erfurt               | 24 | 26 | 10 | 4  | 12 | 45 | 45 | 0   |
|  | 9.  | SC Rotation Lipsia           | 24 | 26 | 8  | 8  | 10 | 29 | 35 | -6  |
|  | 10. | BFC Dynamo                   | 23 | 26 | 8  | 7  | 11 | 37 | 32 | +5  |
|  | 11. | Aufbau Magdeburgo            | 23 | 26 | 10 | 3  | 13 | 44 | 46 | -2  |
|  | 12. | Motor Karl-Marx-Stadt        | 23 | 26 | 6  | 11 | 9  | 39 | 44 | -5  |
|  | 13. | Dinamo Dresda                | 22 | 26 | 8  | 6  | 12 | 36 | 45 | -9  |
|  | 14. | Aktivist Brieske-Senftenberg | 17 | 26 | 6  | 5  | 15 | 22 | 56 | -34 |

### Verdetti
- Motor Jena campione della Germania Est 1962-63. Qualificato in Coppa dei Campioni 1963-64.
- Motor Zwickau qualificato in Coppa delle Coppe 1963-64
- Dinamo Dresda qualificate in Coppa delle Fiere 1963-64
- Dinamo Dresda e Aktivist Brieske-Senftenberg retrocesse in DDR-Liga.

### Squadra campione
- Peter Ducke (26/19)
- Roland Ducke (26)
- Harald Fritzsche (26)
- Heinz Hergert (26)
- Dieter Lange (26)
- Helmut Müller (25)
- Dieter Stricksner (23)
- Heinz Marx (21)

- Peter Rock (21)
- Siegfried Woitzat (20)
- Hans-Joachim Otto (14)
- Hilmar Ahnert (11)
- Walter Egelmeyer (11)
- Horst Kirsch (6)
- Franz Röhrer (5)

- Allenatore:  Georg Buschner

## Record

### Capoliste solitarie
- 2ª giornata:  Motor Jena
- 6ª-15ª giornata:  Empor Rostock
- 18ª-26ª giornata:  Motor Jena

### Club
- Maggior numero di vittorie:  Motor Jena (16)
- Minor numero di sconfitte:   Motor Jena (4)
- Migliore attacco:  Motor Jena (49 reti fatte)
- Miglior difesa:  Motor Jena (22 reti subite)
- Miglior differenza reti:  Motor Jena (+27)
- Maggior numero di pareggi:  Motor Karl-Marx-Stadt (11)
- Minor numero di pareggi:  SC Rotation Lipsia (3)
- Maggior numero di sconfitte:  Aktivist Brieske-Senftenberg (15)
- Minor numero di vittorie:  Motor Karl-Marx-Stadt e  Aktivist Brieske-Senftenberg (6)
- Peggior attacco:  Aktivist Brieske-Senftenberg (22 reti fatte)
- Peggior difesa:  Aktivist Brieske-Senftenberg (56 reti subite)
- Peggior differenza reti:  Aktivist Brieske-Senftenberg (-34)

### Classifica cannonieri
|  | Gol | Marcatore         | Squadra                |
|  | --- | ----------------- | ---------------------- |
|  | 19  | Peter Ducke       | Motor Jena             |
|  | 15  | Eberhard Vogel    | Motor Karl-Marx-Stadt  |
|  | 14  | Wolfgang Seifert  | Turbine Erfurt         |
|  | 14  | Siegfried Wachtel | Wismut Karl-Marx-Stadt |
|  | 12  | Günter Schröter   | BFC Dynamo             |
|  |     |                   |                        |